# Encentrum longipes
Encentrum longipes är en hjuldjursart som beskrevs av Wulfert 1936. Encentrum longipes ingår i släktet Encentrum och familjen Dicranophoridae. Inga underarter finns listade i Catalogue of Life.